# 緬因州樂團
緬因州樂團（The Maine），是一支來自美國亞利桑那州坦佩的搖滾樂隊，現在隸屬於華納兄弟唱片公司，樂團由John O'Callaghan〔主唱〕、 Kennedy Brock（節奏吉他、合音）、 Jared Monaco（主吉他、合音）、Garrett Nickelsen（Bass）還有鼓手Pat Kirch五名成員所組成。從2007年出道以來，到現在已經發行了兩張專輯，首張是於2008年發行的《Can't Stop, Won't Stop》，而第二張是在2010年發行，名為《Black & White 》。而樂團名稱則是取自"Ivory"樂隊的"Coast of Maine"其中的歌名與歌詞。

## 職業生涯
The Maine 是由Bass手 Garrett Nickelsen，還有鼓手Pat Kirch 於2007年號召組成，而樂團名稱如上述是取自"Ivory"樂隊的"Coast of Maine"，鼓手Pat Kirch 的哥哥兼樂團經理Tim Kirch 發現了他的朋友John O'Callaghan （現任主唱）歌唱技巧不錯，於是要求他加入樂隊，John O'Callaghan 不久之後就應邀加入，主唱亦邀請了Ryan Osterman 和 Alex Ross，而這五名成員一起發行了EP《Stay Up, Get Down》，但不久後Ryan 和 Alex因不明原因而離開了樂團 ，取而代之的是Kennedy Brock 和 Jared Monaco，也就是到目前為止的成員名單。
The Maine於2007/11/7錄製了EP名為《The Way We Talk》，其中包含了五首歌曲。而第一張專輯《Can't Stop, Won't Stop》則是於2008年夏天發行，錄製時間正好是在與Good Charlotte 還有 Boys Like Girls進行巡迴演出之前。緊接著於2008年12月則是發行了另一張EP名為《...And A Happy New Year》，這張唱片包含三首原創新歌，還有翻唱由"Wham!"所演唱的知名歌曲"Last Christmas"。
於2009年7月則發行了《Can't Stop, Won't Stop》的特別版本，其中包含了樂團於Vans Warped Tour的記錄，緊接著在12月出版了他們的第一本書《This Is Real Life》，內容包含了團員們的回憶錄與一些照片。而2010年7月則發行了他們的第二張專輯《Black & White》。而當他們在與樂團Never Shout Never進行"Harmony tour"演唱時，粉絲們則很細心的幫團員們準備了演唱所需的食物。在2010年12月27日，The Maine 則在iTunes上發表了《In Darkness and in Light Box Set》。
除了錄製唱片之外，The Maine 是個非常重視歌迷的樂團，他們出版了兩本書，就是上述所提到的《This Is Real Life》，還有另一本《White Keepsake Book》。《This Is Real Life 》主要內容是由樂團成員的朋友Dirk Mai所拍攝了照片，還包括他們在2009年Vans Warped Tour演出時團員們所寫的日記。而《White Keepsake Book》內容亦大同小異。而主唱John O'Callaghan最近則與Dirk Mai合作撰寫《Exaltation》，其內容包含了15首詩，還有與15名合作夥伴所拍攝的照片。
而因為The Maine 相當重視歌迷，通常會在演出後留下與歌迷會面，他們也參與了視訊談話會議像是"24 Hours with The Maine"，此項活動是在樂團發行第二張專輯《Black and White》當天的現場轉播活動。他們也支持歌迷上傳影片到樂團的YouTube頻道。
樂團已經參加了很多演出，包括Warped Tour 還有The Bamboozle Roadshow，而第一次領銜主演則是於2010年，名為An Evening with The Maine。而2010年10月則加入了 Never Shout Never樂團的Harmony tour。到了2011年二月，他們已菲律賓為起點，開始了世界巡迴，也途經澳大利亞的Soundwave(澳大利亞的音樂季)，而他們再度加入了Never Shout Never 樂隊位於英國的European tour 作為巡迴的終點站。而到了2011年4月，他們則與Augustana樂團一起舉行了為期兩個月的U.S. tour 。

## 獲得獎項
《Black & White》 贏得AP Magazine Readers’ Awards的2010年最佳唱片、最佳現場演唱樂團、《Inside of You 》則為2010年最佳歌曲。

## Music videos
- "Everything I Ask For", (November 18, 2008)
- "Girls Do What They Want", (March 17, 2009)
- "Into Your Arms", (July 21, 2009)
- "Inside Of You", (July 20, 2010)
- "Right Girl", (November 23, 2010)

## 樂團成員
- John Cornelius O'Callaghan V –主唱、吉他
- Kennedy Brock – 節奏吉他、合音
- Jared Monaco – 主吉他
- Pat Kirch – 鼓手
- Garrett Nickelsen - bass手